# Troides cuneifera
Troides cuneifera är en fjärilsart som först beskrevs av Charles Oberthür 1879.  Troides cuneifera ingår i släktet Troides och familjen riddarfjärilar. Inga underarter finns listade i Catalogue of Life.

## Bildgalleri

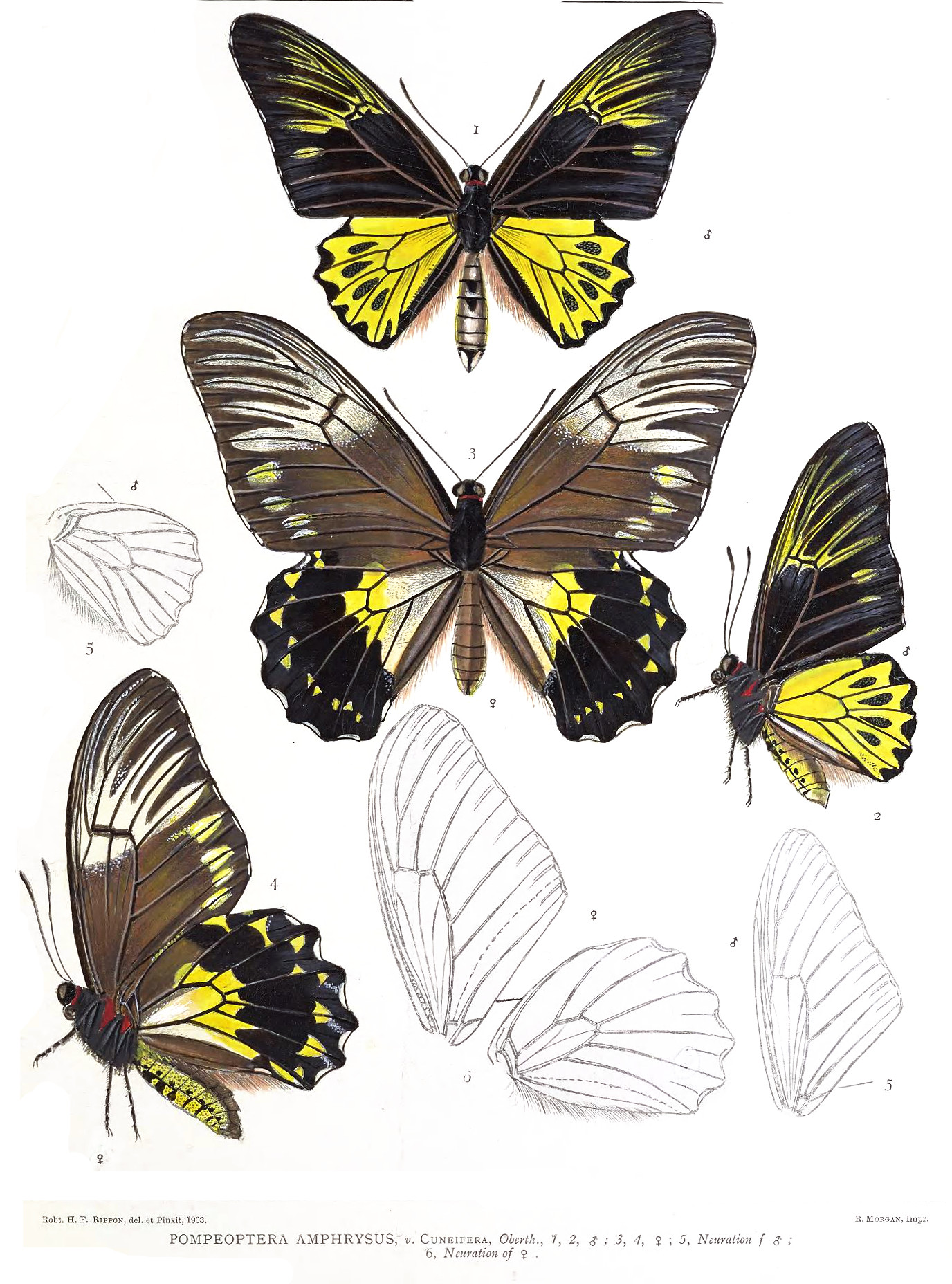
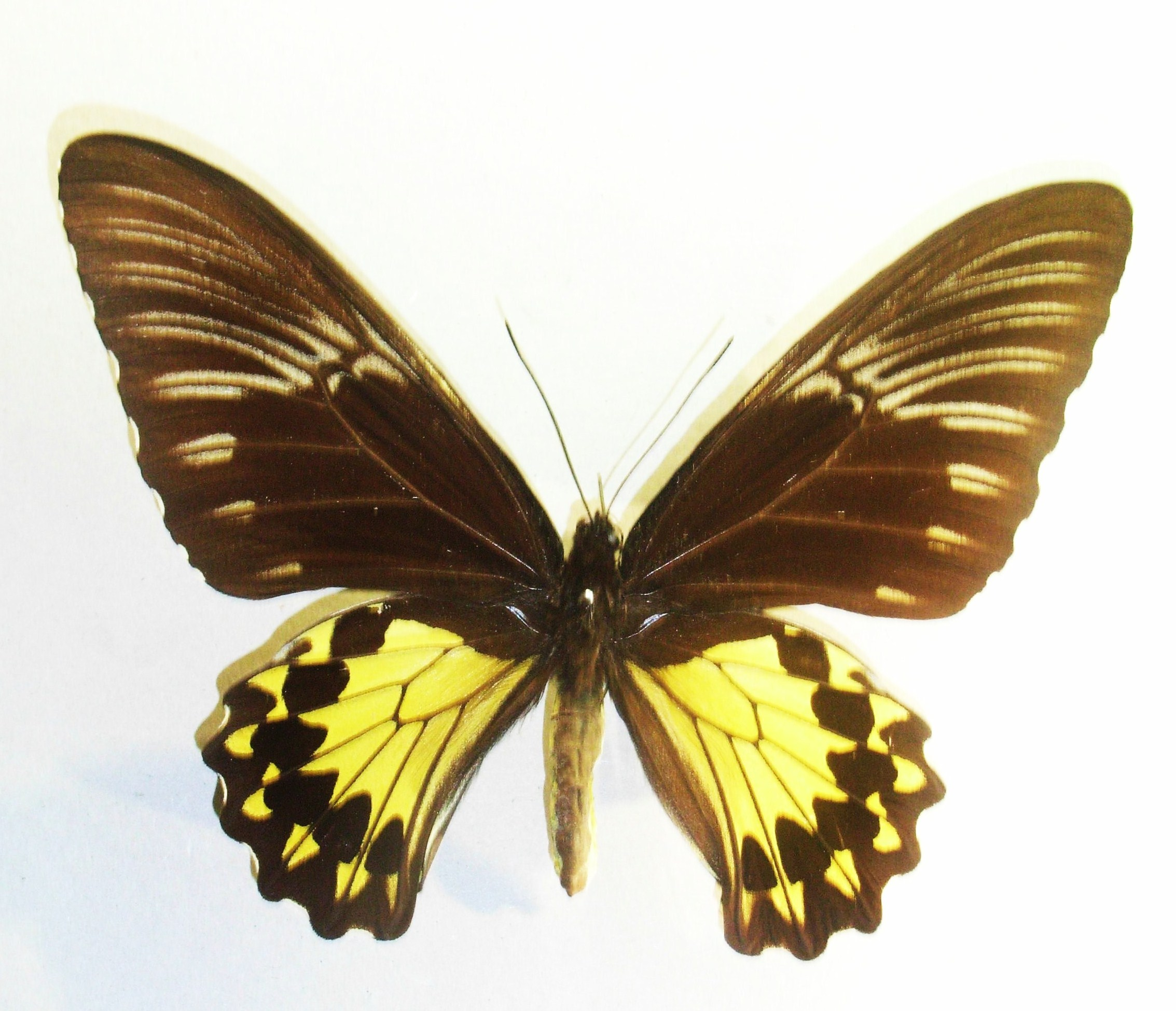